# I'm a Lonesome Fugitive
Albums de Merle Haggard
Swinging Doors
(1966) Branded Man
(1967)
I'm a Lonesome Fugitive est un album de Merle Haggard, sorti en 1967.

## L'album
Il fait partie des 1001 albums qu'il faut avoir écoutés dans sa vie. 

### Titres
Tous les titres sont de Merle Haggard, sauf mentions. 
1. I'm a Lonesome Fugitive (en) (Liz Anderson, Casey Anderson) (2:56)
2. All of Me Belongs to You (2:40)
3. House of Memories (2:47)
4. Life in Prison (3:02)
5. Whatever Happened to Me (2:57)
6. Drink Up and Be Somebody (2:30)
7. Someone Told My Story (2:32)
8. If You Want to Be My Woman (2:16)
9. Mary's Mine (Jerry Ward) (2:56)
10. Skid Row (1:57)
11. My Rough and Rowdy Ways (Jimmie Rodgers) (2:23)
12. Mixed Up Mess of a Heart (Tommy Collins, Haggard) (2:06)

### Musiciens
- Merle Haggard : chant, guitare
- James Burton : guitare, dobro
- Glen Campbell, Billy Mize, Lewis Talley : guitare
- Ralph Mooney : steel guitare
- Glen D. Hardin : piano
- Jerry Ward : basse
- James Gordon : batterie
- Bonnie Owens : chant (harmonie)

### Charts
| Année | Chart                    | Position |
| ----- | ------------------------ | -------- |
| 1967  | Billboard Country albums | 3        |
| 1967  | Billboard Pop albums     | 165      |